# Wicklow
Wicklow (en gaélico "Cill Mhantáin") es una localidad irlandesa situada en la costa central del condado de Wicklow, a orillas del mar de Irlanda. Además es la capital del condado de Wicklow, en la provincia de Leinster. Cuenta con una población de 10356 habitantes.

## Geografía

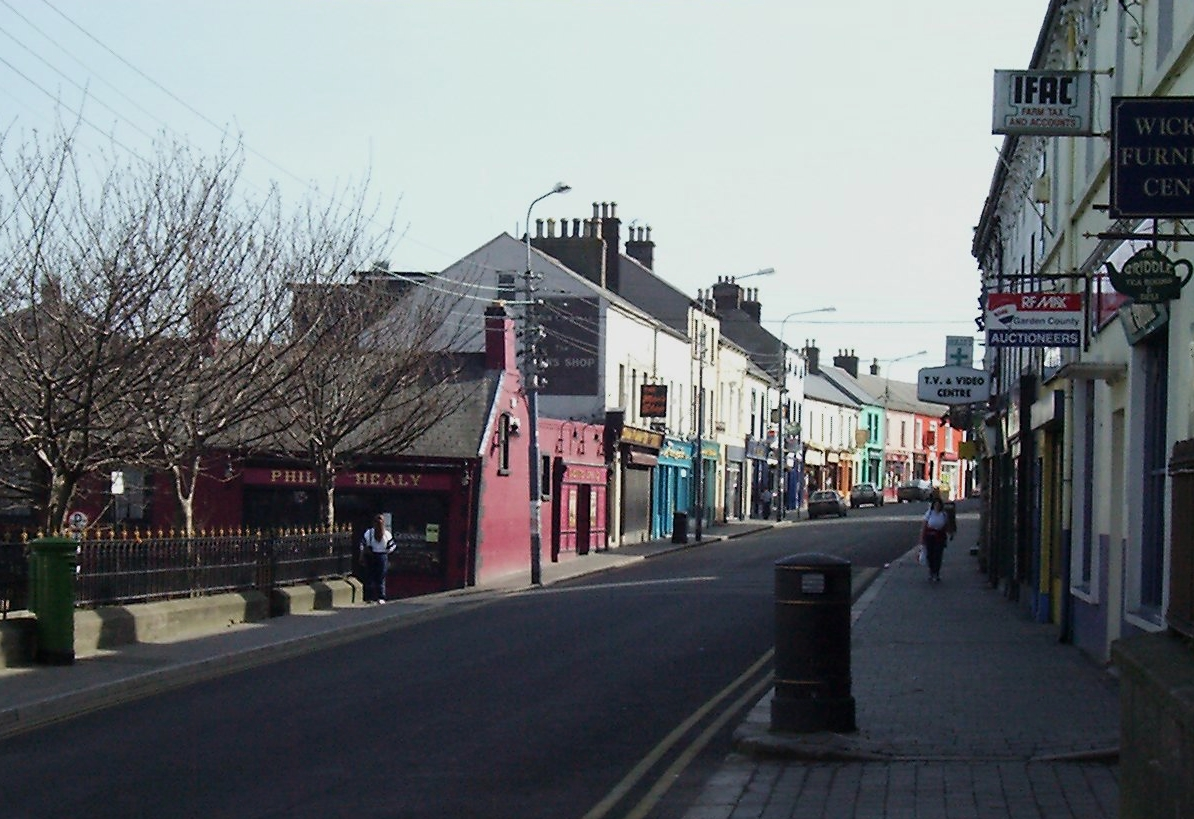
Main Street Wicklow

Wicklow se sitúa en la desembocadura del río Varty, que transcurre paralela a la costa formando una manga de tierra (llamada "The Morrough") para luego girar al este formando la bahía de Wicklow. Debido a esto, la ciudad cuenta con un activo puerto comercial en el centro.
La ciudad creció tomando Main Street como eje y formando un semicírculo en torno al puerto. Al norte se sitúa la zona industrial, mientras las zonas residenciales se extienden por el sur y el oeste, donde llega a juntarse con Rathnew. Los edificios del gobierno se ubican al norte, junto con algunos servicios públicos. Hacia el sureste, a unos 3 kilómetros del centro de la ciudad se encuentra el Wicklow Head, un promontorio que, geográficamente es el punto más oriental de la República de Irlanda. 

## Historia
El condado de Wicklow es rico en monumentos de la Edad del Bronce. El asentamiento más antiguo de la ciudad es una abadía franciscana, situada en el extremo oeste de Main Street. Tras la invasión normanda en el siglo XII, Wicklow fue concedida a Maurice Fitzgerald, que se dedicó a la construcción del "Black Castle", una fortaleza cuyos restos se encuentran situados en la costa sur de la ciudad al borde de un acantilado. 

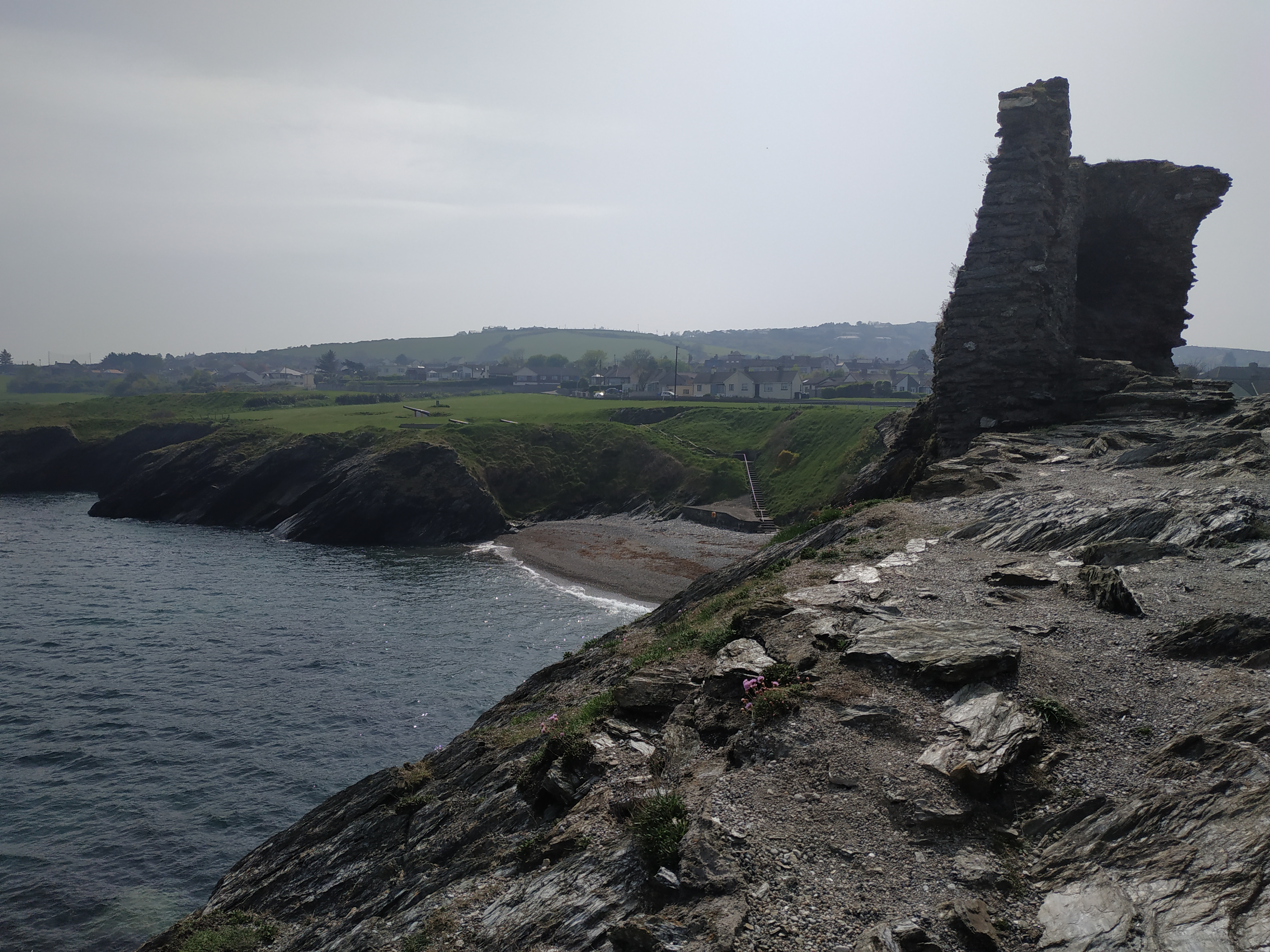
Black Castle

Su recinto se usa actualmente como parque público. Otros edificios notables son el Ayuntamiento y la cárcel, construida en 1702 y recientemente restaurada como un centro de patrimonio y de atracción turística. 
En Fitzwilliam Square, en el centro de la ciudad, se alza un obelisco para conmemorar la carrera del capitán Robert Halpin, nacido en Wicklow en 1836,   comandante de la nave Great Eastern, que extendió el primer cable telegráfico trasatlántico.

## Economía

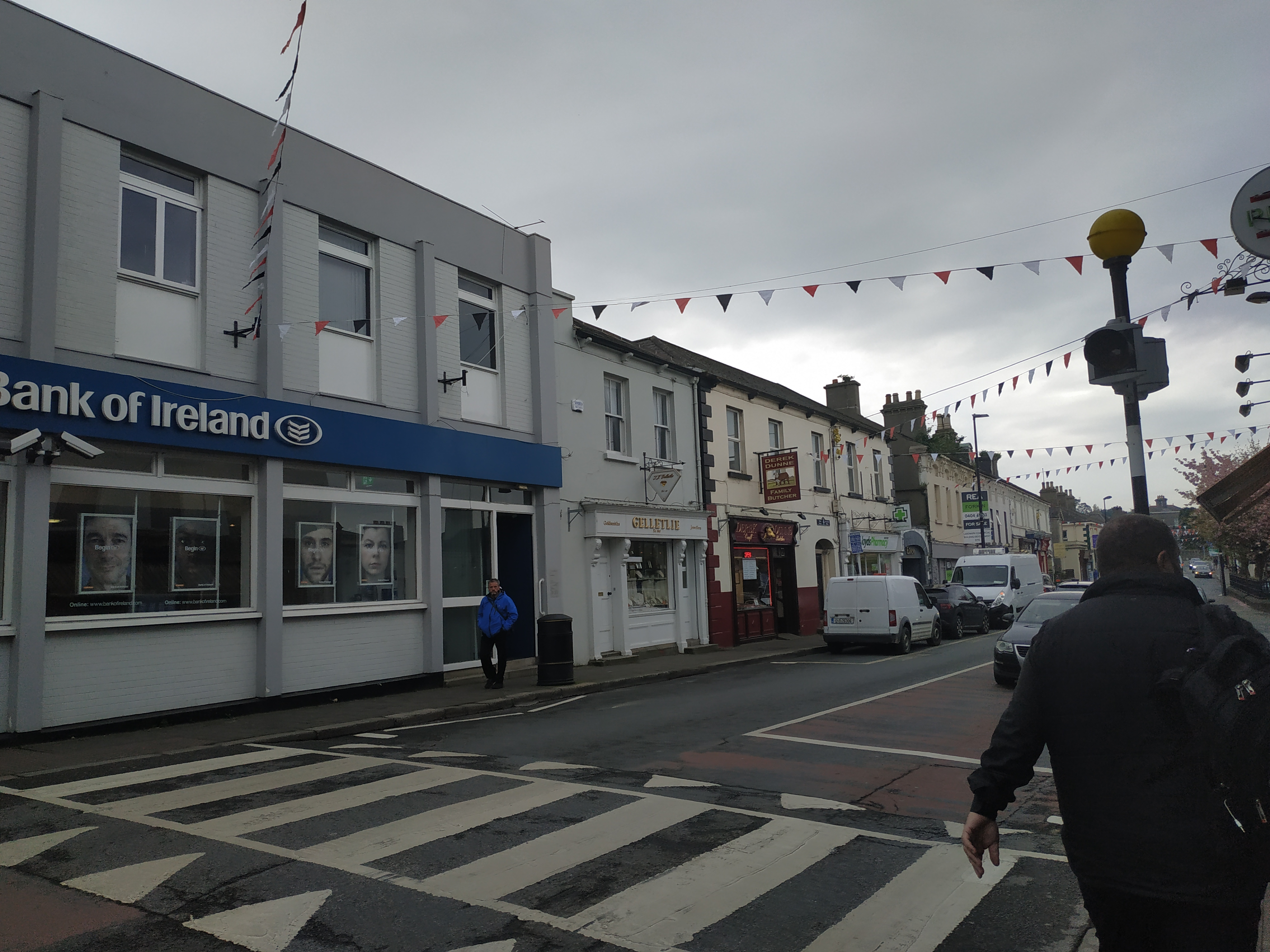
Centro de Wicklow

Debido a la cercanía con Dublín, Wicklow se puede considerar como una ciudad dormitorio. Sin embargo, cuenta con un puerto comercial y los edificios de gobierno del condado. El turismo también es importante al contar con varios monumentos famosos y disfrutar de las temperaturas más cálidas del país, lo que favorece a una buena situación económica.

## Transporte
Durante años se ha comunicado con la capital a través de la R750, pero en la actualidad se ha construido la R999, que comunica la R750 con "The Morrough". Cerca de Rathnew, la R 750 se divide en dos formando la R772 y la R752. La R772se une a la M11 en la Salida 16, haciendo más rápido el tiempo de viaje a Dublín. Además, Wcklow cuenta con una estación de autobuses y una estación de tren, ambas situadas una al lado de la otra.